# ISO 3166-2:BT
ISO 3166-2:BT – kody ISO 3166-2 dla podjednostek administracyjnych Bhutanu.
Kody ISO 3166-2 to część standardu ISO 3166 publikowanego przez Międzynarodową Organizację Normalizacyjną. Kody te są przypisywane głównym jednostkom podziału administracyjnego, takim jak np. województwa czy stany, każdego kraju posiadającego kod w standardzie ISO 3166-1.
Aktualnie (2019) dla Bhutanu zdefiniowano kody dla 20 dystryktów.
Pierwsza część oznaczenia to kod Bhutanu zgodnie z ISO 3166-1, natomiast druga część oznaczenia znajdująca się po myślniku to dwucyfrowy kod jednostki administracyjnej.

## Kody ISO
| Kod ISO | Nazwa jednostki administracyjnej | Nazwa jednostki administracyjnej w języku dzongkha | Rodzaj jednostki administracyjnej |
| ------- | -------------------------------- | -------------------------------------------------- | --------------------------------- |
| BT-33   | Bumtʽang                         | བུམ་ཐང་                                             | dystrykt                          |
| BT-12   | Czʽukʽa                          | ཆུ་ཁ་                                               | dystrykt                          |
| BT-22   | Daganang                         | དར་དཀར་ན་                                          | dystrykt                          |
| BT-GA   | Gasa                             | མགར་ས་                                             | dystrykt                          |
| BT-13   | Ha                               | ཧཱ་                                                 | dystrykt                          |
| BT-44   | Lhünce                           | ལྷུན་རྩེ་                                              | dystrykt                          |
| BT-42   | Monggar                          | མོང་སྒར་                                             | dystrykt                          |
| BT-11   | Paro                             | སྤ་རོ་                                               | dystrykt                          |
| BT-43   | Pemagacel                        | པད་མ་དགའ་ཚལ་                                       | dystrykt                          |
| BT-23   | Punakʽa                          | སྤུ་ན་ཁ་                                             | dystrykt                          |
| BT-45   | Samdrup Dzongkʽar                | བསམ་གྲུབ་ལྗོངས་མཁར                                     | dystrykt                          |
| BT-14   | Samce                            | བསམ་རྩེ་                                             | dystrykt                          |
| BT-31   | Sarpang                          | གསར་སྤང་                                            | dystrykt                          |
| BT-15   | Thimphu                          | ཐིམ་ཕུ་                                              | dystrykt                          |
| BT-41   | Traszigang                       | བཀྲ་ཤིས་སྒང་                                          | dystrykt                          |
| BT-TY   | Jangce                           | བཀྲ་ཤིས་གྱང་ཙེ་                                        | dystrykt                          |
| BT-32   | Trongsa                          | ཀྲོང་གསར་                                            | dystrykt                          |
| BT-21   | Cirang                           | རྩི་རང་                                              | dystrykt                          |
| BT-24   | Wangdü Pʽodrang                  | དབང་འདུས་ཕོ་བྲང་                                      | dystrykt                          |
| BT-34   | Żemgang                          | གཞམས་སྒང་                                           | dystrykt                          |